# Tournefortia cordifolia
Tournefortia cordifolia är en strävbladig växtart som beskrevs av Ed. Andre. Tournefortia cordifolia ingår i släktet Tournefortia och familjen strävbladiga växter. Inga underarter finns listade i Catalogue of Life.